# مايك بورين
مايك بورين (بالإنجليزية: Mike Boren)‏ هو لاعب كرة قدم أمريكية أمريكي، ولد في 1962.